# Canfora (cognome)
Canfora è un cognome di lingua italiana.

## Varianti
Acanfora, La Canfora.

## Origine e diffusione
Cognome tipicamente meridionale, è presente prevalentemente nel napoletano.
Potrebbe derivare dal campo agricolo ed essere affine al cognome Campo o derivare dal napoletano 'a canfura, "la canfora", sostanza resinosa, legata a numerosi mestieri.
La variante Acanfora è diffusa nel medesimo areale.

## Persone
- Assunta Canfora (1992) – pugile italiana
- Bruno Canfora (1924-2017) – direttore d'orchestra e compositore italiano
- Luciano Canfora (1942) – filologo classico, storico e saggista italiano